# Blinded by the Light (canción de Bruce Springsteen)
«Blinded by the Light» es una canción escrita y grabada por Bruce Springsteen, que apareció por primera vez en su álbum de debut de 1973 Greetings from Asbury Park, N.J. Bruce Springsteen escribió esta canción después de que Clive Davis originalmente rechazara el álbum por carecer de un éxito potencial.
Una versión de la banda de rock británica Manfred Mann's Earth Band alcanzó el número uno del Billboard Hot 100 en Estados Unidos en febrero de 1977 y también fue un éxito entre los diez primeros en el Reino Unido, Nueva Zelanda y Canadá.
Manfred Mann's Earth Band publicó una versión de la canción en su álbum de 1976 The Roaring Silence. Su versión incluye la melodía de «Chopsticks» tocada al piano cerca del final del puente de la canción. La canción alcanzó el número 1 tanto en la lista Billboard Hot 100 como en las listas canadienses de RPM. La grabación de Manfred Mann's Earth Band de «Blinded by the Light» es el único sencillo nº 1 de Springsteen como compositor en el Hot 100.
La película Blinded by the light es una comedia dramática británica de 2019 sobre un aspirante a escritor inspirado en las canciones de Bruce Springsteen.